# Сабиров, Ринат
Рина́т Саби́ров (латыш. Rinats Sabirovs; 18 декабря 1991, Рига) — латвийский футболист, игрок в мини-футбол. Игрок рижского клуба РАБА и сборной Латвии по мини-футболу.

## Карьера
Свою карьеру Ринат Сабиров начинал в большом футболе, выступая за рижскую «Даугаву». В 2008 году он провёл свои первые матчи в рядах клуба, а через год уже дебютировал в Высшей лиге Латвии.
С 2011 года Ринат Сабиров перешёл в мини-футбол и стал выступать за клуб ТСИ (от Института транспорта и связи) в А лиге Латвии, а в межсезонье 2012 года он перешёл в команду РАБА.
В декабре 2012 года Ринат Сабиров был вызван в сборную Латвии по мини-футболу на два товарищеских матча со сборной Белоруссии, и уже 22 декабря того же года он дебютировал в рядах сборной.